# Расмуссен, Петер (футболист)
Пе́тер Ра́смуссен (дат. Peter Rasmussen; род. 16 мая 1967, Хобро, Ольборг) — датский футболист, нападающий. В 1989—1996 годах выступал за сборную Дании.

## Карьера

### Клубная
Петер начал свои первые выступления в футболе, играя за молодёжные составы клубов «Стьёвринг ИФ» и «Аальборг Чанг», а профессиональную карьеру в 1988 году в клубе «Ольборг» из одноимённого города. В 1989 году перешёл в немецкий клуб «Штутгарт», за который дебютировал 27 июля 1989 года в матче с командой «Карлсруэ», который закончился со счётом 2:0. Первый и единственный гол в Бундеслиге Петер забил 21 апреля 1990 года в матче с клубом «Вердер» из города Бремена, который завершился со счётом 3:1.
В 1991 году Расмуссен вернулся в «Ольборг», с которым в весеннем розыгрыше чемпионата Дании сезона 1994/95 стал чемпионом. В 1997 году Петер перешёл в клуб «Виборг» из Первого дивизиона Дании, с которым в сезоне 1997/98 вышел в Суперлигу, но уже в 1999 году решил объявить о завершении профессиональной карьеры.

### В сборной
Петер Расмуссен дебютировал в сборной Дании 7 июня 1989 года в товарищеском матче со сборной Англии, который завершился со счётом 1:1. В 1995 году нападающий, вместе со сборной, участвовал в Кубке короля Фахда 1995, на котором его команда стала победителем турнира, сыграв 3 игры с Саудовской Аравией (2:0), Мексикой (1:1, по пен. 4:2) и финал с Аргентиной (2:0). В матчах с Мексикой и Аргентиной Петеру удалось забить по голу.
В 1996 году Расмуссен прекратил свои выступления за сборную, отыграв в ней 13 матчей, в которых забил 2 мяча.

## Статистика

### Матчи Расмуссена за сборную Дании
| Матчи Расмуссена за сборную Дании | Матчи Расмуссена за сборную Дании | Матчи Расмуссена за сборную Дании | Матчи Расмуссена за сборную Дании | Матчи Расмуссена за сборную Дании | Матчи Расмуссена за сборную Дании |
| --------------------------------- | --------------------------------- | --------------------------------- | --------------------------------- | --------------------------------- | --------------------------------- |
| №                                 | Дата                              | Соперник                          | Счёт                              | Голы Расмуссена                   | Соревнование                      |
| 1                                 | 7 июня 1989                       | Англия                            | 1:1                               | —                                 | Товарищеский матч                 |
| 2                                 | 8 января 1995                     | Саудовская Аравия                 | 2:0                               | —                                 | Кубок короля Фахда 1995           |
| 3                                 | 10 января 1995                    | Мексика                           | 1:1                               | 1                                 | Кубок короля Фахда 1995           |
| 4                                 | 13 января 1995                    | Аргентина                         | 2:0                               | 1                                 | Кубок короля Фахда 1995           |
| 5                                 | 29 марта 1995                     | Кипр                              | 1:1                               | —                                 | Чемпионат Европы 1996 (отбор)     |
| 6                                 | 26 апреля 1995                    | Македония                         | 1:0                               | —                                 | Чемпионат Европы 1996 (отбор)     |
| 7                                 | 31 мая 1995                       | Финляндия                         | 1:0                               | —                                 | Товарищеский матч                 |
| 8                                 | 7 июня 1995                       | Кипр                              | 4:0                               | —                                 | Чемпионат Европы 1996 (отбор)     |
| 9                                 | 16 августа 1995                   | Армения                           | 2:0                               | —                                 | Чемпионат Европы 1996 (отбор)     |
| 10                                | 6 сентября 1995                   | Бельгия                           | 3:1                               | —                                 | Чемпионат Европы 1996 (отбор)     |
| 11                                | 11 октября 1995                   | Испания                           | 1:1                               | —                                 | Чемпионат Европы 1996 (отбор)     |
| 12                                | 15 ноября 1995                    | Армения                           | 3:1                               | —                                 | Чемпионат Европы 1996 (отбор)     |
| 13                                | 27 марта 1996                     | Германия                          | 0:2                               | —                                 | Товарищеский матч                 |

Итого: 13 матчей / 2 гола; 8 побед, 4 ничьи, 1 поражение.

## Достижения
«Ольборг»
- Чемпион Дании: 1994/95

Сборная Дании
- Обладатель Кубка короля Фахда: 1995